# Produban

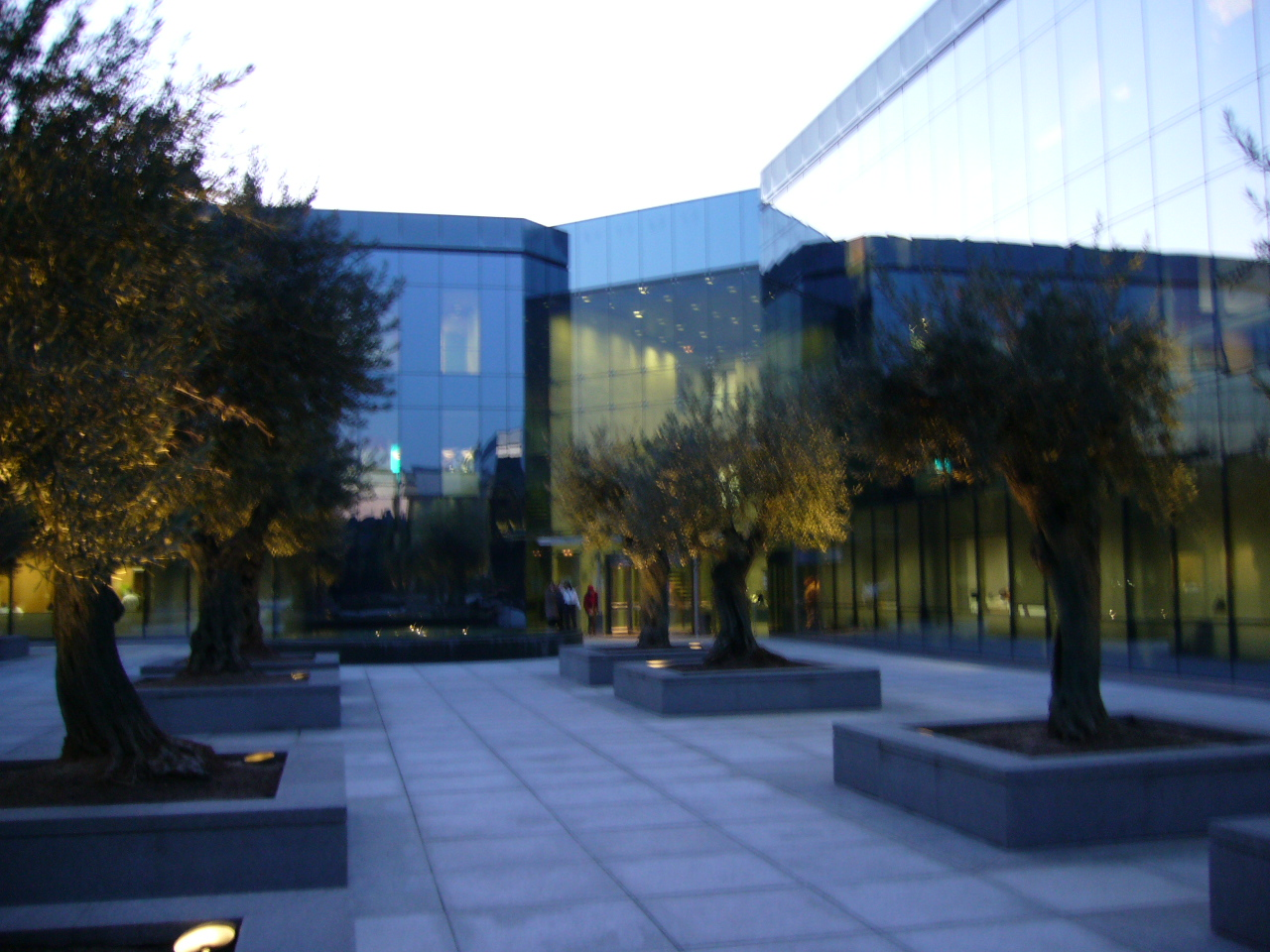
Entrada al edificio de Produban en La Finca.

Produban es una empresa española, 100% propiedad del Banco Santander, cuya misión es gestionar y controlar toda la infraestructura IT del Grupo, proporcionando servicios de Infraestructura IT y Operación para todas sus Entidades: 
- Banca Retail
- Unidades y Negocios Globales
- Unidades Corporativas

Produban tiene su sede en el parque empresarial La Finca de Pozuelo de Alarcón, Madrid.

## Evolución

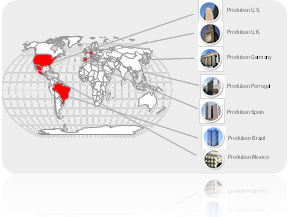
Red Sucursales Produban

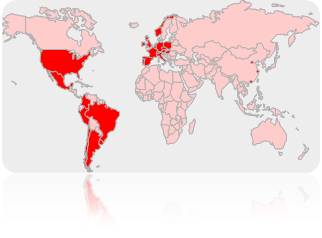
Mapa Clientes Produban

Produban Servicios Informáticos S.L es una empresa que nace como consecuencia de la estrategia Tecnológica del Grupo Santander, para implantar un modelo consolidado de Tecnología y Operaciones, consolidándose como Entidad independiente el 1 de mayo de 2005. 
Desde sus orígenes en 2005 hasta hoy, Produban ha ido ampliando su ámbito de actuación dentro del Grupo, siendo a día de hoy su único proveedor de servicios de Infraestructura IT. 
Produban comenzó en 2005 con la apertura de su sede en Madrid. Posteriormente y durante el mismo año, Produban continua su expansión con la apertura de una sucursal en Reino Unido para dar soporte a la integración de lo que fue Abbey y posteriormente para dar soporte a las integraciones de Alliance & Leicester y Bradford & Bingley. 
Tras la expansión en Iberoamérica del Grupo Santander, Produban abre una sucursal en México desde donde proporciona servicio al negocio de Santander México, Santander Puerto Rico, Santander Perú y Santander Uruguay, y una filial en Brasil desde donde se presta servicio a Santander Brasil y Banco Real (actualmente ya integrados). 
La apertura de Produban Alemania se produce para dar servicio a SCB y posteriormente  al negocio de Retail adquirido a SEB.
En 2009 y tras la adquisición de Sovereign en EE. UU., Produban abre una sucursal más en este país. 
La apertura más reciente se ha producido en 2010 con Produban Portugal para dar servicio al Grupo Financiero Totta y Açores  y Crédito Predial Portugués. 
A día de hoy, Produban cuenta con un total de 6 sucursales y 1 filial, y proporciona servicio a más de 90 entidades del Grupo distribuidas internacionalmente.